# Прапор Балинців
Прапор Балинців — офіційний символ села Балинці, Коломийського району Івано-Франківської області, затверджений 27 січня 2023 р. рішенням сесії Заболотівської селищної ради.
Автори — А. Гречило та В. Косован.

## Опис
Квадратне полотнище, що складається із двох горизонтальних смуг (співвідношення їхніх ширин рівне 3:5), на верхній зеленій смузі покладені навхрест жовті топірець і скрипка, на нижній синій — жовтий ґанок, увінчаний хрестом.

## Значення символів
Скрипка символізує творчий потенціал, а також уособлює композитора Ярослава Барнича, життя якого пов'язане з Балинцями. Топірець вказує на одну з найактивніших організацій товариства «Січ», що була сформована в Балинцях на початку XX ст. Такий неповторний ґанок був споруджений із південного боку місцевої церкви (тепер перебудований), він підкреслює високу духовність, гостинність і доброзичливість.